# 수소 연료

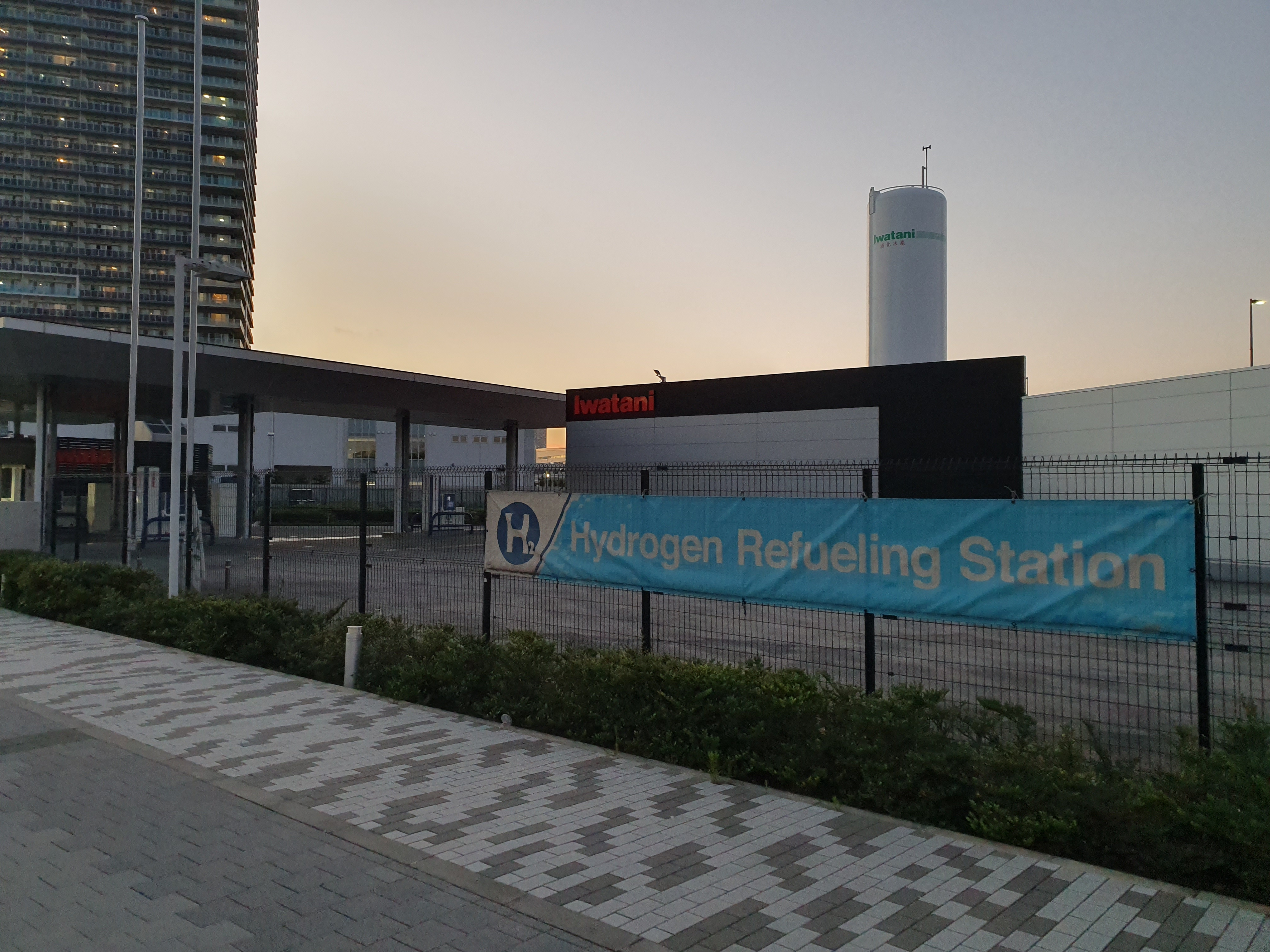

수소 연료는 수소를 화학전지나 연소로 에너지를 얻는 것이다. 근본적으로 수소를 재생 가능한 곳에서 얻지 못하더라도, 연료 전지를 통해 수소를 산화시키면 고효율로 전기 에너지를 뽑아낼 수 있다. 그러므로, 반응을 잘 설계하면 화석연료를 수소로 전환시킨뒤 전기화학적으로 태우면 더 많은 동력을 뽑을 수 있다.(탄화수소를 직접 산화시키는 연료전지는 매우 비싸다)

## 에너지
일단 만들어지면, 수소는 에너지 반송파(제1의 다른 수단으로 생성된 에너지, 즉 저장소)이다. 에너지는 전력과 열을 연료 전지로 전달하고 생성하거나 엔진 연소를 실시할 수 있다. 각자의 경우 수소는 물을 형성하도록 산소와 결합된다. 수소 화염의 열은 새로 형성된 물 분자에서 방사 방출이다.

### 생명체
수소에너지는 수소를 연소시켜 얻는 에너지로 수소의 열량은 석유의 세 배로 알려져있으며 물이 원료 또는 환원체로서 수송이나 저장면에서 안정적으로 다루어질수있다. 무공해 연료로 석유를 사용하는 모든 분야에서 사용할 수 있다는 원리에서 청정에너지로 여겨지고있다. 한편 이러한 수소에너지의 메커니즘은 인간을 포함한 동물의 에너지 대사에서 뿐만아니라 식물의 광합성등 거의 대부분의 생명체가 생화학적으로 사용하고 있는 에너지원이기도 하다.

## 같이 보기
- 수소경제